# .bi

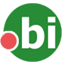

.bi는 부룬디의 인터넷 국가 코드 최상위 도메인이다. 부룬디 국가 정보 기술 센터에 의해 관리된다.

## 하위 도메인
.bi 아래에서 직접 등록할 수 있으며, 또 아래와 같은 2차 도메인도 사용할 수 있다.
- .co.bi
- .com.bi
- .edu.bi
- .or.bi
- .org.bi